# نگو تان وآن
نگو تان وآن (انگلیسی: Ngô Thanh Vân؛ زادهٔ ۲۶ فوریهٔ ۱۹۷۹) بازیگر، مدل، خواننده و تهیه‌کننده فیلم ویتنامی است که به دلیل نقش‌های اکشن و مهارت‌های رزمی خود شهرت دارد. او علاوه بر موفقیت در سینما، در صنعت موسیقی و مد نیز فعالیت داشته و به یکی از چهره‌های تأثیرگذار در سرگرمی ویتنام تبدیل شده است.
از فیلم‌ها یا برنامه‌های تلویزیونی که وی در آن نقش داشته است می‌توان به یاغی، ببر خیزان، اژدهای پنهان: شمشیر سرنوشت، کثیف، ۵ همخون، نگهبانانی از دیرباز، نگهبانانی از دیرباز ۲ و شاهزاده خانم اشاره کرد.

## زندگی و ورود به دنیای سرگرمی
نگو تان وآن در تری وین، ویتنام متولد شد و در نوجوانی به نروژ مهاجرت کرد. در بازگشت به ویتنام، او فعالیت حرفه‌ای خود را به عنوان مدل آغاز کرد و در مسابقات زیبایی مورد توجه قرار گرفت. موفقیت او در صنعت مد، زمینه را برای ورودش به دنیای موسیقی و سینما فراهم کرد.

## فعالیت در موسیقی
در اوایل دههٔ ۲۰۰۰، او فعالیت خود را به عنوان خواننده پاپ آغاز کرد و چندین آلبوم موفق منتشر کرد. هرچند که موسیقی بخشی از حرفهٔ او بود، اما او بیشتر به عنوان بازیگر سینما شناخته می‌شود.

## موفقیت در سینما
او با بازی در فیلم‌های اکشن و رزمی، به یکی از برجسته‌ترین بازیگران زن ویتنامی تبدیل شد. یکی از نقش‌های مهم او در فیلم The Rebel (فیلم ۲۰۰۷) بود که به موفقیت بزرگی در ویتنام دست یافت. مهارت‌های رزمی و اجرای نقش‌های چالش‌برانگیز، باعث شد که او در پروژه‌های بین‌المللی نیز مورد توجه قرار گیرد.
در سال ۲۰۱۹، او در فیلم هالیوودی Star Wars: The Last Jedi در نقشی فرعی ظاهر شد که به شهرت بین‌المللی او کمک کرد. همچنین، او در فیلم اکشن Furie (فیلم ۲۰۱۹) نقش‌آفرینی کرد که به یکی از پرفروش‌ترین فیلم‌های اکشن ویتنامی تبدیل شد.

## تهیه‌کنندگی و کارگردانی
نگو تان وآن علاوه بر بازیگری، به تهیه‌کنندگی فیلم نیز روی آورده است و در تولید فیلم‌های برجسته‌ای که بر صنعت سینمای ویتنام تأثیر گذاشته‌اند، نقش داشته است.

## میراث و تأثیرگذاری
نگو تان وآن یکی از موفق‌ترین و شناخته‌شده‌ترین بازیگران زن ویتنامی است که توانسته در سطح بین‌المللی نیز جایگاه خود را تثبیت کند. او به عنوان الگویی برای زنان در صنعت سینما شناخته می‌شود و همچنان به تولید آثار هنری و سینمایی ادامه می‌دهد.